# Nguma-monene

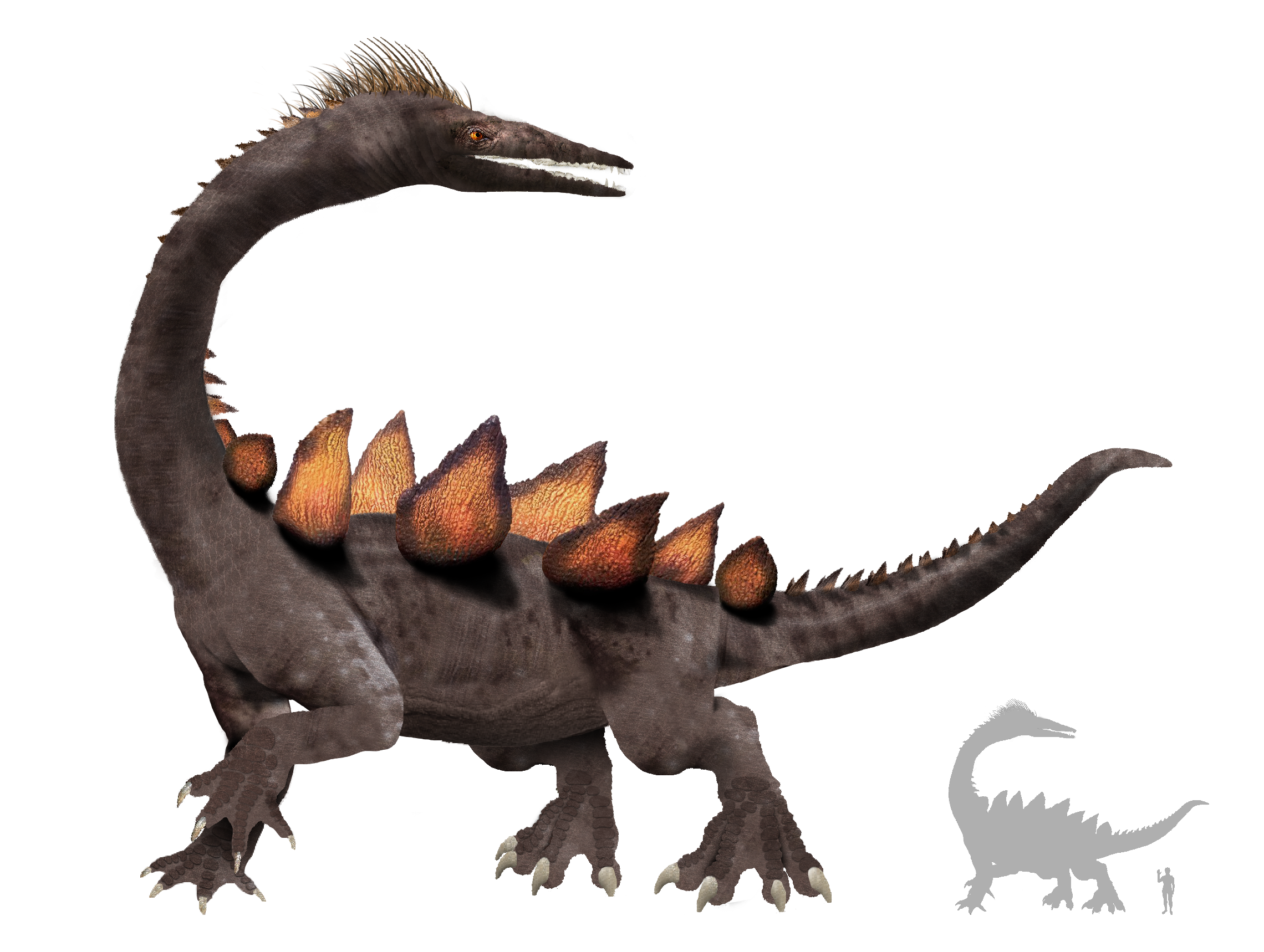
Nguma-monene artistieke impressie

Nguma-monene ("grote python" in het Lingala) is een cryptozoölogisch dier dat zou leven in Congo-Brazzaville. Het dier zou eruitzien als een grote hagedis met een gekartelde rand op zijn rug.

## Waarnemingen
Er zijn twee waarnemingen geweest bij de Dongu-Mataba (een zijrivier van de Ubangi) in Congo-Brazzaville. De eerste was in 1961 en de tweede was tien jaar later, in 1971, door pastoor Joseph Ellis. Hij schatte de lengte van een gedeelte van de staart, dat zichtbaar was, op zo'n 10 meter lang. Ook zou de diameter van zijn hagedisachtige staart zo'n 0,5 tot 1 meter zijn. De kleur van het wezen zou neigen naar grijsbruin.
Bovenstaande en andere waarnemingen werden verzameld door bioloog Roy P. Mackal van de Universiteit van Chicago. Mackal leidde twee expedities naar de Likoualamoerassen in Congo-Brazzaville om te zoeken naar de Mokele-mbembe.
Mackal concludeerde dat het dier een laag, slingerend lichaam had en daarom meer weg heeft van een hagedis dan van een slang.
"Ellis was het er mee eens dat het dier zich nooit optilde nadat het het water had verlaten".
Mackal merkte ook op dat de driehoekig- of diamantvormige richels op de rug van het dier vergelijkbaar waren met de rugplaten van de Mbielu-mbielu-mbielu. Men denkt vaak dat de dieren veel op elkaar lijken, maar dit is een veel voorkomende leesfout uit zijn boek. De dieren zelf zijn zeer verschillend.
Mogelijk is hetzelfde dier beschreven in het boek On the Track of Unknown Animals  uit 1958 door Bernard Heuvelmans.
In 1928 werd een slangachtig dier, genaamd Ngakoula-ngou of Badigui, gespot in het Ubangi-Shari-gebied. De melding hiervan werd gedaan door Lucien Blancou, die later in 1954 ook een melding deed van de Emela-ntouka.
Volgens deze melding, doodde dit beest een nijlpaard in de Brouchouchourivier.  Ook verwoestte het een cassaveveld, wat ervoor zorgde dat er sporen achterbleven van 1 tot 1,5 meter breed.
Er zijn vergelijkbare meldingen uit 1932 (bij Bouzoum) en 1934, waarin het wezen Diba, Songo, Mourou-ngou en Badigui wordt genoemd. In de melding van 1934 was een oude man speciaal gekomen om Lucien Blancou te spreken, want hij had te horen gekregen dat Blancou interesse had in het dier. De oude man vertelde dat hij rond 1890 aan het vissen was in de Kibistroom en dat hij de Badigui zag eten van een "Roroboom". Hij beschreef de nek als "zo dik als de dij van een mens en de onderkant van de nek had een lichtere kleur". Hij kon niet het volledige lichaam zien; alleen maar 8 meter van de nek. Ten slotte waren in 1945 de sporen van het dier gespot nabij Ndélé, door Blancous wapendrager.